# Gare de Dinan
Gare de Dinan vasútállomás Franciaországban, Dinan településen.

## Vasútvonalak
Az állomást az alábbi vasútvonalak érintik:
- Lison–Lamballe-vasútvonal
- La Brohinière - Dinan railway line

## Kapcsolódó állomások
A vasútállomáshoz az alábbi állomások vannak a legközelebb:
- Gare de Corseul - Languenan (Gare de Lamballe, Lison–Lamballe-vasútvonal)
- Gare de La Hisse (Gare de Lison, Lison–Lamballe-vasútvonal)